# ييبي بيدرسن
ييبي بيدرسن (بالدنماركية: Jeppe Pedersen) هو لاعب كرة قدم دنماركي، ولد في 3 مارس 2001 في Hirtshals ‏ في الدنمارك. لعب مع Skive IK ‏.